# لیورپول اکو
لیورپول اکو روزنامه‌ای است که توسط ترینیتی میرور شمال غرب و شمال ولز- یک شرکت تابعه ریچ پی‌ال‌سی منتشر می‌شود و در میدان سنت پل، لیورپول، انگلستان مستقر است. از دوشنبه تا یکشنبه منتشر می‌شود و روزنامه روزانه لیورپول است. تا ۱۳ ژانویه ۲۰۱۲ روزنامه صبحگاهی خواهر لیورپول دیلی پست بود. بین ژوئیه و دسامبر ۲۰۲۲، میانگین تیراژ روزانه آن ۱۵۳۹۵ بود.
به لحاظ تاریخی، روزنامه توسط لیورپول دیلی پست منتشر می‌شود. دفتر آن در میدان سنت پل، لیورپول است که در مارس ۲۰۱۸ در خیابان اولد هال کوچک شده است.

## تاریخچه
در سال ۱۸۷۹ لیورپول اکو به عنوان یک روزنامه خواهر ارزان‌تر برای لیورپول دیلی پست منتشر شد. از زمان تأسیس آن تا سال ۱۹۱۷ روزنامه نیم پنی هزینه داشت. اکنون دوشنبه تا جمعه ۱/۴۰ پوند، شنبه ۱/۸۰ پوند و یکشنبه ۱/۴۰ پوند است.
این شرکت در سطح بین‌المللی گسترش پیدا کرد و در سال ۱۹۸۵ تحت بازسازی قرار گرفت و به ترینیتی اینترنشنال هلدینگ پی‌ال‌سی تبدیل شد. قبل از این تغییر، دو روزنامه اصلی نیز در قالب روزنامه نیم‌قطع دوباره راه اندازی شدند.
نسخه ویژه یکشنبه از اکو در ۱۶ آوریل ۱۹۸۹ منتشر شد، در گزارش این روزنامه از فاجعه روز قبل هیلزبورو، که در آن ۹۷ تن از هواداران لیورپول در دیدار نیمه نهایی جام حذفی در شفیلد به شدت مجروح شدند. تمامی ۷۵۰۰۰ نسخه چاپ شده فروخته شد.
در سال ۱۹۹۹ ترینیتی با روزنامه‌های گروه میرور ادغام شد و به ترینیتی میرور تبدیل شد که بزرگ‌ترین منتشرکننده روزنامه در کشور به حساب می‌آید. در سال ۲۰۱۸ از ترینیتی میرور به ریچ پی‌ال‌سی تغییر نام پیدا کرد.
در ۷ ژانویه ۲۰۱۴ اعلام شد که نسخه معمولی یکشنبه این روزنامه منتشر خواهد شد. طبق این روزنامه، ساندی اکو «در هفتمین روز انتشارش قرار دارد و به‌خودی‌خود یک محصول جداگانه و مستقل نیست».
در سال ۲۰۰۸ چاپ روزنامه از لیورپول به ترینیتی میرور پی‌ال سی، اولدهام، به منچستر بزرگ منتقل شد، در حالی که روزنامه‌نگاران همچنان در میدان سنت پل در مرکز شهر لیورپول مستقر بودند.
در سال ۲۰۲۰، آلیستر مکری سردبیر لیورپول اکو از سمت خود کنار رفت و ماریا برسلین جایگزین او شد.
انتقاداتی که تا کنون به اکو شده داشتن تعصب نسبت به سیاستمداران محلی بوده است. در سال ۲۰۲۴، لیام تورپ، ویراستار سیاسی روزنامه، در همکاری طبع کتابی با عنوان «سر شمال: فریاد تجمع برای بریتانیای برابرتر» با شهرداران متروی منچستر و لیورپول، اندی برنهام و استیو روترام شرکت کرد.